# アザー・ウィンザー (第4代プリマス伯爵)
第4代プリマス伯爵アザー・ルイス・ウィンザー（英語: Other Lewis Windsor, 4th Earl of Plymouth、1731年5月12日 – 1771年4月21日）は、イギリスの貴族。

## 生涯
第3代プリマス伯爵アザー・ウィンザーとエリザベス・ルイス（Elizabeth Lewis、トマス・ルイスの娘）の息子として、1731年5月12日に生まれた。
1732年11月23日に父が死去すると、プリマス伯爵の爵位を継承した。
1753年6月4日にフリントシャー首席治安判事に任命された後、1761年7月3日に再任、1771年に死去するまで務めた。1754年にグラモーガン統監に任命された。
1771年4月21日に死去、長男アザーが爵位を継承した。

## 家族
1750年8月11日、キャサリン・アーチャー（Katherine Archer、1790年8月12日没、初代アーチャー男爵トマス・アーチャーの娘）と結婚、4男4女をもうけた。
- アザー（1751年 – 1799年） - 第5代プリマス伯爵
- トマス（1752年5月19日 – 1832年） - 1793年に結婚、子供なし
- キャサリン・シドニー（Katherine Sydney、1755年 – 1823年1月5日） - 1785年7月26日、第7代準男爵ジェームズ・タイルニー＝ロング（英語版）と結婚、子供あり
- アン（1762年 – 1793年8月9日） - 1787年6月7日、第6代準男爵トマス・ブロットンと結婚
- サラ（1763年 – 1825年12月22日） - 1786年8月4日、第2代準男爵ウィリアム・チャンピオン・ド・クレピニーと結婚、子供あり
- アンドリューズ（1764年 – 1837年） - 第7代プリマス伯爵
- ヘンリー（1768年 – 1843年） - 第8代プリマス伯爵